# Hlinka Gretzky Cup
Hlinka Gretzky Cup (také známý jako Světový pohár juniorů do 18 let, dříve používané názvy Pacifický pohár, Národní pohár a Memoriál Ivana Hlinky) je každoročně konaný turnaj národních týmů do 18 let v ledním hokeji. Turnaj nese od roku 2004 název po v témže roce zesnulém českém hokejistovi a trenéru Ivanu Hlinkovi. Od roku 2002 se soutěž výlučně hrála v českých a slovenských městech současně. V roce 2018 se turnaj konal po dlouhé době mimo území Česka a Slovenska. 

## Historie názvu turnaje
Phoenix Cup (1991), Pacifický pohár (1992–93, 1995–96), Mexický pohár (1994), Pohár tří národů (1997), Pohár čtyř národů (1998–2000), Pohár šesti národů (2001), Pohár osmi národů (2002), Světový pohár juniorů do 18 let (2003–06), Memoriál Ivana Hlinky (2007–2017), Hlinka Gretzky Cup (2018–).

## Výsledky
| Rok  | Zlato         | Stříbro    | Bronz      | Místo konání                                    |
| ---- | ------------- | ---------- | ---------- | ----------------------------------------------- |
| 1991 | Sovětský svaz | Kanada     | USA        | Sapporo, Jokohama (Japonsko)                    |
| 1992 | Kanada        | Rusko      | Japonsko   | Tokio (Japonsko)                                |
| 1993 | Rusko         | USA        | Kanada     | Jokohama (Japonsko)                             |
| 1994 | Kanada        | USA        | Rusko      | Ciudad de México (Mexiko)                       |
| 1995 | Rusko         | Kanada     | USA        | Jokohama (Japonsko)                             |
| 1996 | Kanada        | USA        | Finsko     | Nelson, Castlegar (Kanada)                      |
| 1997 | Kanada        | Česko      | Slovensko  | Jihlava, Žďár nad Sázavou, Znojmo (Česko)       |
| 1998 | Kanada        | Česko      | Slovensko  | Bratislava (Slovensko)                          |
| 1999 | Kanada        | USA        | Česko      | Havlíčkův Brod, Třebíč, Znojmo (Česko)          |
| 2000 | Kanada        | USA        | Česko      | Kežmarok (Slovensko)                            |
| 2001 | Kanada        | Česko      | Rusko      | Kolín, Mladá Boleslav, Nymburk (Česko)          |
| 2002 | Kanada        | Česko      | Rusko      | Břeclav (Česko) / Piešťany (Slovensko)          |
| 2003 | USA           | Rusko      | Česko      | Břeclav (Česko) / Piešťany (Slovensko)          |
| 2004 | Kanada        | Česko      | Švédsko    | Břeclav, Hodonín (Česko) / Piešťany (Slovensko) |
| 2005 | Kanada        | Česko      | Finsko     | Břeclav (Česko) / Piešťany (Slovensko)          |
| 2006 | Kanada        | USA        | Rusko      | Břeclav (Česko) / Piešťany (Slovensko)          |
| 2007 | Švédsko       | Finsko     | Rusko      | Hodonín (Česko) / Piešťany (Slovensko)          |
| 2008 | Kanada        | Rusko      | Švédsko    | Hodonín (Česko) / Piešťany (Slovensko)          |
| 2009 | Kanada        | Rusko      | Švédsko    | Břeclav, Hodonín (Česko) / Piešťany (Slovensko) |
| 2010 | Kanada        | USA        | Švédsko    | Břeclav (Česko) / Piešťany (Slovensko)          |
| 2011 | Kanada        | Švédsko    | Rusko      | Břeclav (Česko) / Piešťany (Slovensko)          |
| 2012 | Kanada        | Finsko     | Švédsko    | Břeclav (Česko) / Piešťany (Slovensko)          |
| 2013 | Kanada        | USA        | Česko      | Břeclav (Česko) / Piešťany (Slovensko)          |
| 2014 | Kanada        | Česko      | USA        | Břeclav (Česko) / Piešťany (Slovensko)          |
| 2015 | Kanada        | Švédsko    | Rusko      | Břeclav (Česko) / Bratislava (Slovensko)        |
| 2016 | Česko         | USA        | Rusko      | Břeclav (Česko) / Bratislava (Slovensko)        |
| 2017 | Kanada        | Česko      | Švédsko    | Břeclav (Česko) / Bratislava (Slovensko)        |
| 2018 | Kanada        | Švédsko    | Rusko      | Edmonton, Red Deer (Kanada)                     |
| 2019 | Rusko         | Kanada     | Švédsko    | Břeclav (Česko) / Piešťany (Slovensko)          |
| 2020 | Nekonal se    | Nekonal se | Nekonal se | Nekonal se                                      |
| 2021 | Rusko         | Slovensko  | Švédsko    | Břeclav (Česko) / Piešťany (Slovensko)          |
| 2022 | Kanada        | Švédsko    | Finsko     | Red Deer (Kanada)                               |
| 2023 | Kanada        | Česko      | USA        | Břeclav (Česko) / Trenčín (Slovensko)           |
| 2024 | Kanada        | Česko      | Švédsko    | Edmonton (Kanada)                               |
| 2025 |               |            |            | Brno (Česko) / Trenčín (Slovensko)              |

## Držitelé medailí
| Země                  | Zlato | Stříbro | Bronz | Celkem |
| --------------------- | ----- | ------- | ----- | ------ |
| Kanada                | 25    | 3       | 1     | 29     |
| Rusko / Sovětský svaz | 5     | 4       | 9     | 18     |
| Česko                 | 1     | 10      | 4     | 15     |
| USA                   | 1     | 9       | 4     | 14     |
| Švédsko               | 1     | 4       | 9     | 14     |
| Finsko                | 0     | 2       | 3     | 5      |
| Slovensko             | 0     | 1       | 2     | 3      |
| Japonsko              | 0     | 0       | 1     | 1      |